# João Manuel, Príncipe de Portugal
João Manuel, Príncipe Herdeiro de Portugal, (Évora, 3 de junho de 1537 — 2 de janeiro de 1554) foi o oitavo filho do rei D. João III e da sua mulher, a rainha D. Catarina de Áustria.

## Vida

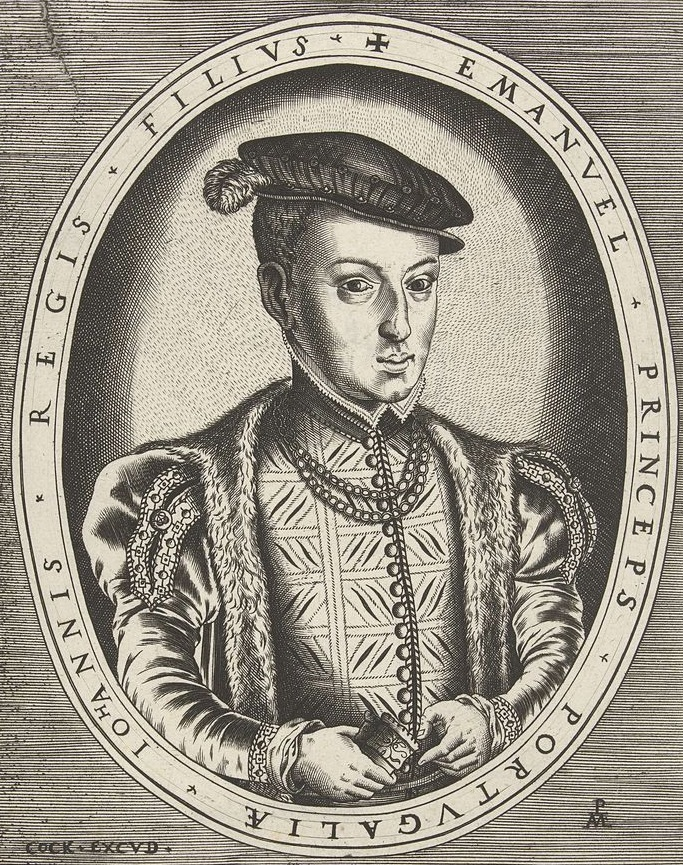
Retrato do Príncipe João Manuel; Hieronymus Cock, c. 1550-1554.

D. João Manuel nasceu a 3 de junho de 1537 no Palácio de Dom Manuel e tornou-se herdeiro do trono de Portugal em 1539. Sobreviveu aos seus quatro irmãos mais velhos que morreram na infância, mas era um adolescente doente. Acredita-se que os sucessivos casamentos entre as casas da Espanha e de Portugal tenham alguma responsabilidade pela sua saúde precária. Em 1552, casou-se com a princesa Joana de Áustria, outra princesa espanhola, sua prima direita pelos lados paterno e materno, pois seus pais eram primos direitos, netos dos reis católicos. Joana era filha do imperador Carlos V, irmão da rainha D. Catarina, e Isabel de Portugal irmã de seu pai o rei João III

## Morte
D. João Manuel morreu do que as fontes chamam de consumo, que pode se referir à tuberculose, em 2 de janeiro de 1554, mas alguns historiadores acreditam que sua morte ocorreu como resultado de diabetes, uma doença que ele pode ter herdado de seu avô materno Filipe I. Dezoito dias depois nasceu um filho póstumo do seu casamento: o futuro rei D. Sebastião I de Portugal.

## Descendência
De seu casamento com sua prima, Joana de Áustria, Princesa de Portugal, tiveram um único filho:
- D. Sebastião de Portugal (1554 – 1578), rei de Portugal; nunca se casou e nem teve filhos.